# Zam
Zam ist sowohl eine Gemeinde (französisch commune rurale) als auch ein dasselbe Gebiet umfassendes Departement im westafrikanischen Staat Burkina Faso in der Region Plateau Central und der Provinz Ganzourgou. Die Gemeinde hat 39.582 Einwohner.